# Arsenij Batahow
Arsenij Pawlowytsch Batahow (ukrainisch Арсеній Павлович Батагов, wiss. Transliteration Arsenij Pavlovyč Batahov; * 5. März 2002 in Beresiwka, Oblast Charkiw) ist ein ukrainischer Fußballspieler.

## Karriere

### Verein
Nachdem Batahow in seiner Jugend für Metalist Charkiw, DYuSSh Lyubotyn, und erneut Metalist gespielt hatte, war er in der U17 von FK Dnipro und rückte Anfang 2018 in den Kader der ersten Mannschaft auf. Im Sommer verließ er den FK und wechselte zu SK Dnipro-1, wo er zunächst Teil der der U19 wurde. Nach seinem Übergang in die erste Mannschaft hatte Batahow am 12. April 2019 sein Debüt in der zweiten Liga bei einem 7:0-Sieg über FK Sumy, er stand dabei in der Startelf. Am Ende der Saison gelang ihm mit seiner Mannschaft der Aufstieg. Am ersten Spieltag der Saison 2019/20 debütierte er in der Premjer-Liha. Anschließend kam er nicht häufig Einsatz, folglich wurde er für die Rückrunde der Saison 2021/22 an Polissya Zhytomyr verliehen. Nach seiner Rückkehr endete sein Vertrag bei Dnipro und er schloss sich zur Folgesaison Sorja Luhansk an, bei denen er seitdem auch bereits Einsätze in der Conference League erhielt.

### Nationalmannschaft
Nachdem Batahow für die ukrainische U16 Freundschaftsspiele bestritten hatte, war er mit der U17 in der Qualifikation für die Europameisterschaft aktiv. Auch in der U19 hatte er Einsätze in Qualifikationsspielen.
Seit September 2020 ist er für die ukrainische U21-Nationalmannschaft aktiv und bestritt mit seiner Mannschaft die Qualifikation für die Europameisterschaft 2023, welche sie erfolgreich abschloss. Bei der Endrunde war er ein wichtiger Teil des Teams und erreichte mit seinen Mitspielern das Halbfinale, das man mit 1:5 gegen Spanien verlor. Ab September 2023 trug er in mehreren Partien die Kapitänsbinde.